# Buchholz-Kleefeld

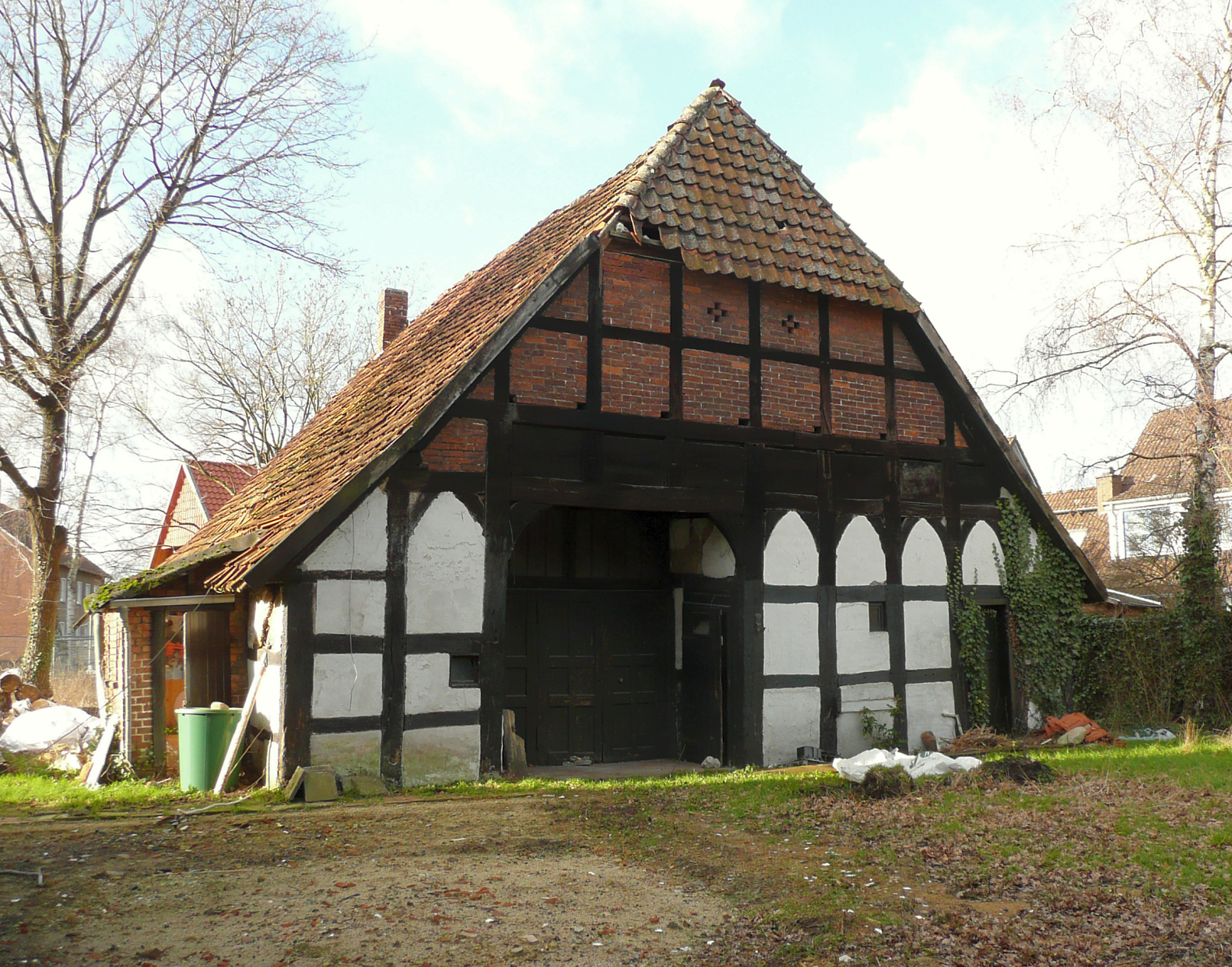
Der 1619 erbaute Köritzhof als ältestes Bauernhaus in Hannover

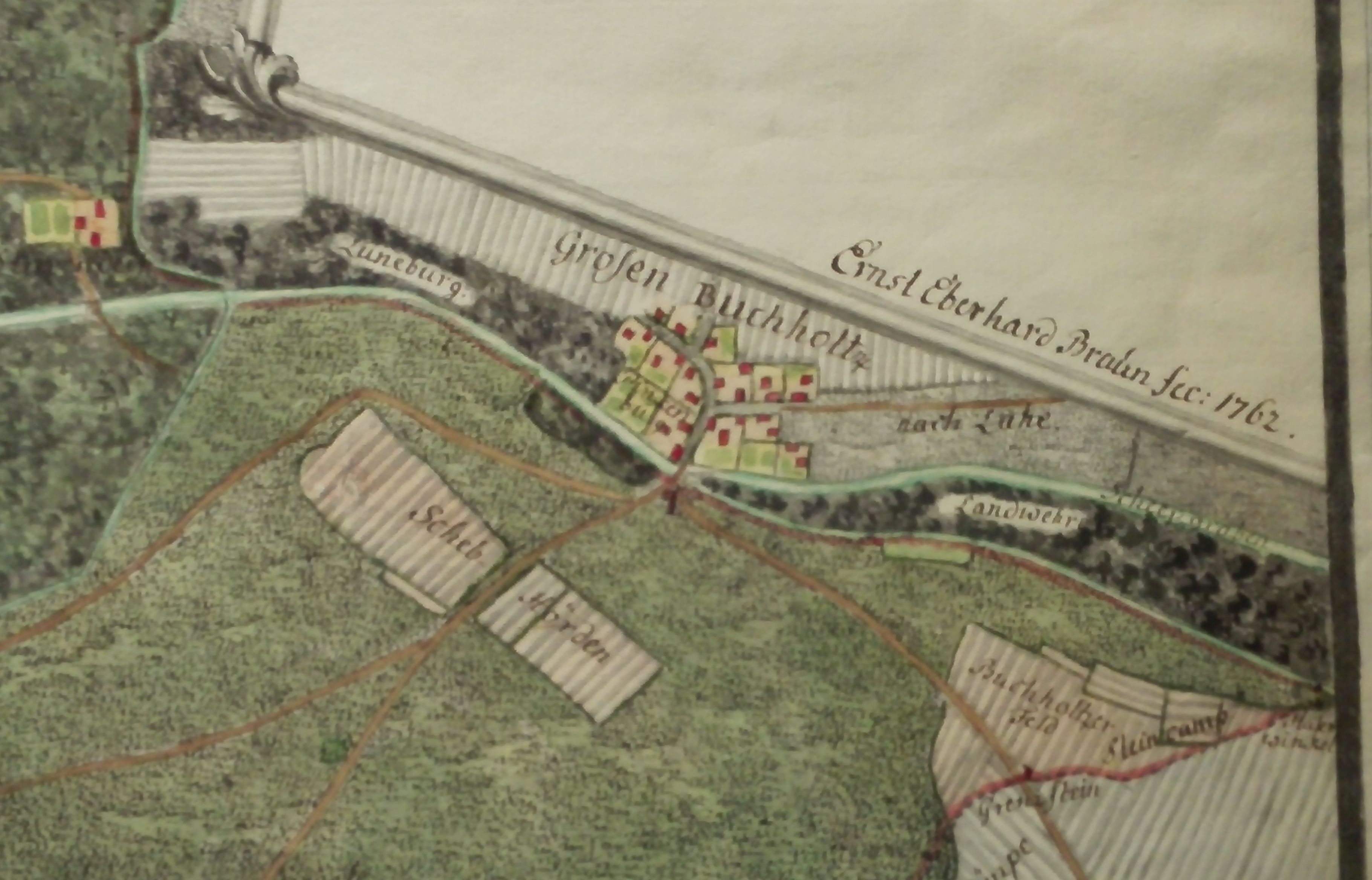
Groß-Buchholz in einem Plan von Ernest Eberhard Braun aus dem Jahr 1762

Buchholz-Kleefeld ([buːxhɔlt͡s kleːfɛlt] ) ist der 4. Stadtbezirk in der niedersächsischen Landeshauptstadt Hannover. Er hat 47.502 Einwohner (25.004 Frauen und 22.498 Männer) und besteht aus den Stadtteilen Groß-Buchholz (29.354 Einwohner), Kleefeld (13.020 Einwohner) und Heideviertel (5.128 Einwohner) (Stand 31. Dezember 2022)

## Groß-Buchholz
Groß-Buchholz ist im Norden begrenzt durch die Podbielskistraße, im Osten durch den Misburger Wald, die Bollnäser Straße und Am Stadtrand, im Süden durch die Mecklenburger Straße, Helstorfer Straße und Baumschulenallee sowie im Westen durch die Eilenriede. Der höchste Punkt liegt an der Kreuzung Bussestraße/Groß-Buchholzer Kirchweg bei 57,2 m über N.N., der tiefste auf Gewässerhöhe am Mittellandkanal bei 50,3 m über N.N., dessen Niveau gegenüber dem umgebenden Gelände um etwa 5 m abgesenkt ist.
Es gibt weltweit über 150 Ortschaften mit dem Namen Buchholz. Nördlich des Mittellandkanals liegt im Nachbarbezirk Bothfeld-Vahrenheide der ehemalige Stadtteil Klein Buchholz.

### Geschichte
Schon in Hannovers ältestem Bürgerbuch zum Jahr 1310 wird ein Nycolaus de Bocholte als neuer Bürger von Hannover erwähnt. Daraus wird geschlossen, dass bereits vor diesem Zeitpunkt eine Siedlung mit der Bezeichnung Bocholt gegründet war. Ein Lehnsregister aus dem Jahr 1360 verwendet den Begriff bey den Bocholten. Die Bezeichnung Groß-Buchholz erscheint in einer Urkunde vom 2. Februar 1379, dies lässt den Schluss zu, dass es das nördlich gelegene Klein-Buchholz auch schon gab.  Im Jahr 1834 wird in einer Beschreibung des Königreichs Hannover über Groß-Buchholz angegeben: „Dorf des Amtes Langenhagen, 1 1/3 Stunde nordöstlich von Hannover, 40 Häuser, 323 Einwohner, Pfarre Bothfeld; 1830 durch eine Windsbraut zerstört.“ Das Dorf Groß-Buchholz wurde 1907 zusammen mit einer ganzen Reihe von Randgemeinden wie Bothfeld, Döhren, Kirchrode, Stöcken, Wülfel, nach Hannover eingemeindet. 1929 bis 1931 entstand an der Podbielskistraße die Wohnsiedlung Liststadt im Stil des Neuen Bauens.
Dörfliches Zentrum
Im Kern des früheren Dorfes Groß-Buchholz gibt es in den Straßen Groß-Buchholzer Kirchweg, Groß-Buchholzer Straße, Pinkenburger Straße und Kapellenbrink noch eine Reihe bäuerlicher Gebäude, wie der Hof Burzlaff und der Köritzhof. Es handelt sich meist um Fachwerkhäuser, die an die dörflichen Ursprünge des heutigen Stadtteils erinnern. Noch im 21. Jahrhundert prägen die acht Höfe der ersten Siedler von Groß-Buchholz den Kern des früheren Dorfes, wenngleich mit Bauten aus späteren Jahrhunderten. Der 1619 erbaute Köritzhof gilt als das älteste datierte Bauernhaus in Hannover. Auffallend ist, dass zahlreiche Fachwerkbauten aus der Zeit nach 1831 datieren. Ein Orkan hatte am 17. September 1830 14 Wohnhäuser sowie 20 Scheunen und Stallgebäude fast vollständig vernichtet sowie zahlreiche Obstbäume und Eichen umgeknickt.  Der hannoversche Maler Johann Heinrich Ramberg zeichnete das zerstörte Dorf, in eine Grafik umgesetzt, wurde sie unter dem Titel „Grossen-Buchholz bey Hannover nach der Windsbraut vom 17ten Septbr. 1830“ mit dem Zusatz „Zum Besten der Armen“ vertrieben. Namensgeber für die Straße Kapellenbrink ist die frühere St.-Antonius-Kapelle, das älteste Baudenkmal von Groß-Buchholz. Sie wurde 1484 erstmals erwähnt und nach der Reformation bis 1797 als Schule genutzt. Die Pinkenburg, bis in die 2010er Jahre eine Gaststätte, war im 14. Jahrhundert ein Warthaus der hannoverschen Landwehr. Im Jahr 1850 hatte das Dorf Groß-Buchholz etwa 300 Einwohner, die sprunghafte Bevölkerungsentwicklung setzte erst mit dem Fortgang der Industrialisierung ein, die auch die Ortschaften um Hannover herum erreichte.
Im Kern des alten Dorfes stehen zahlreiche Bäume mit hohem Alter. Davon sind drei als Naturdenkmal unter Schutz gestellt, die Eiche Kapellenbrink 10, die Eiche Kapellenbrink 22 und die Rotbuche Groß-Buchholzer-Kirchweg 66.

### Groß-Buchholz heute
Groß-Buchholz ist ein Schwerpunkt der medizinischen Forschung und Krankenbehandlung. Hier hat die Medizinische Hochschule Hannover ihre Kliniken, Ausbildungs- und Forschungseinrichtungen. In ihr keimte das International Neuroscience Institute (INI), eine neurochirurgische Privatklinik, die 1998 von dem Neurochirurgen Madjid Samii gegründet wurde. Wegen der außergewöhnlichen Architektur wird das INI auch „Hirn von Hannover“ genannt. Außerdem ist hier das Fraunhofer-Institut für Toxikologie und Experimentelle Medizin. Das Oststadtkrankenhaus in Groß-Buchholz wurde September 2014 durch das KRH Klinikum Siloah in Linden-Süd ersetzt. Das geräumte Klinikum wurde vorübergehend zum Wohnheim für Flüchtlinge umgenutzt.
Im Norden des Stadtteils befindet sich das Geozentrum mit der Bundesanstalt für Geowissenschaften und Rohstoffe, dem Landesamt für Bergbau, Energie und Geologie und das Leibniz-Institut für Angewandte Geophysik.
Im Süden des Stadtteils liegt das Stadtviertel Roderbruch mit einer in den 1970er Jahren entstandenen Großwohnsiedlung. 1968 war mit der planmäßigen Bebauung des einstigen Sumpfgeländes begonnen worden. Im Norden dieses Stadtviertels hat u. a. die Feuer- und Rettungswache 5 der hannoverschen Berufsfeuerwehr ihren Sitz. Hier liegt die Zentrale des Abfallwirtschaftsbetriebes Aha und steht der Fernmeldeturm Telemax, eines der höchsten Bauwerke Niedersachsens.
Dienstleister wie das Reiseunternehmen TUI (mit Tochterunternehmen TUIfly), die Versicherung Concordia, die Kaufmännische Krankenkasse – KKH, die Rückversicherungsgesellschaft Hannover Rück, eine große Niederlassung der Telekom Deutschland, das auf Medizininformatik spezialisierte Unternehmen Medistar und die Heise-Medien-Gruppe haben ihren Sitz im Stadtteil. An der Grenze zum Stadtteil Kleefeld liegt die Hauptwerkstatt der Hannoverschen Werkstätten.
Im Stadtteil gibt es die Grundschule Groß-Buchholzer Kirchweg, die IGS Roderbruch, das Gymnasium Käthe-Kollwitz-Schule, die Realschule Gerhart-Hauptmann-Schule sowie die Berufsbildende Schule 14 der Region Hannover für Büro- und Freizeitberufe.

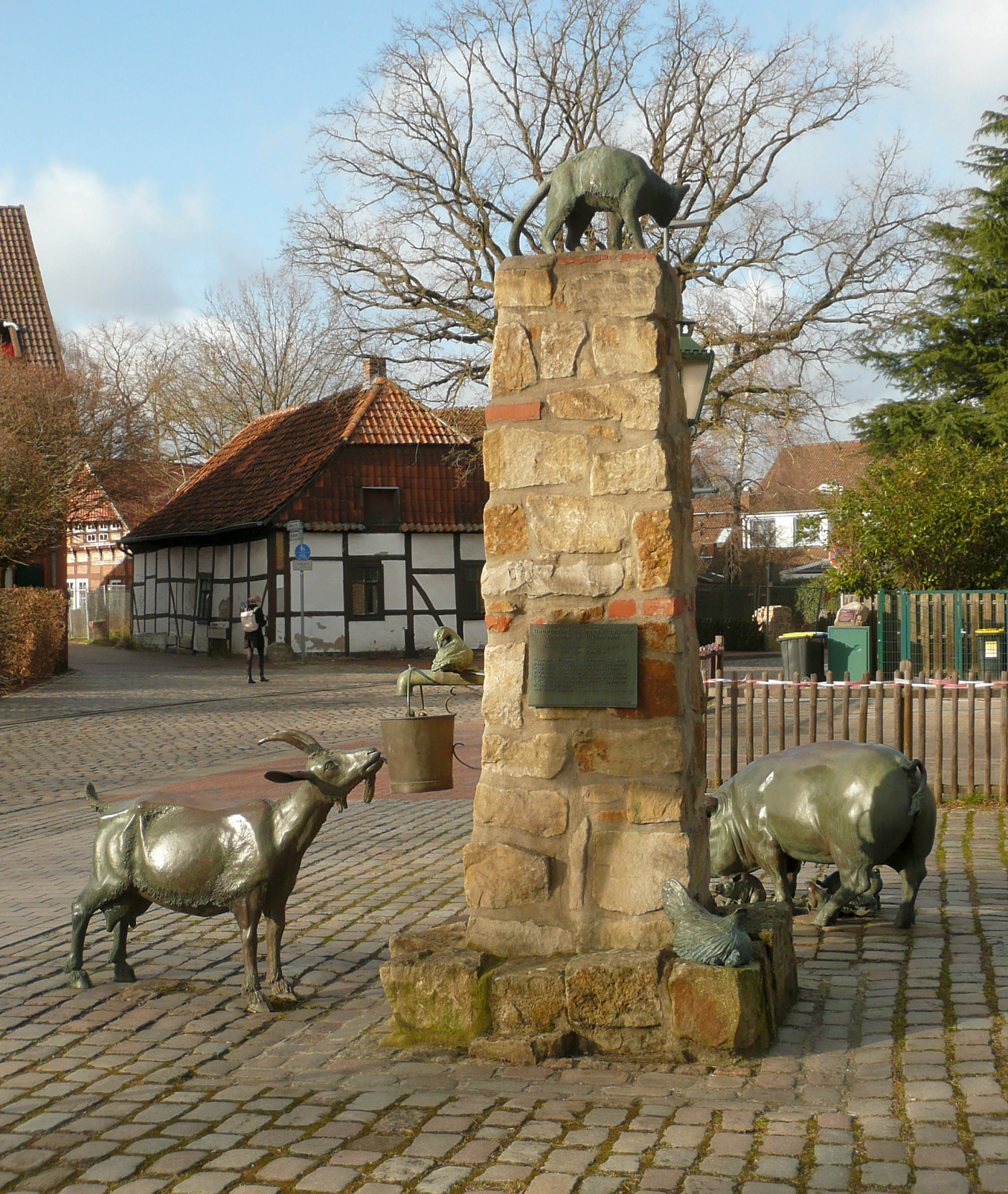
Der Dorfbrunnen im dörflichen Zentrum mit dem Köritzhof im Hintergrund

In Groß-Buchholz stehen die evangelisch-lutherische Matthiaskirche und das Gemeindezentrum der Dietrich-Bonhoeffer-Kirchengemeinde, ferner die katholische St.-Martin-Kirche. Die ebenfalls katholische Maria-Frieden-Kirche wird heute von der Polnischen Katholischen Mission genutzt. 1959 wurde ein Klarissenkloster gegründet, seit 2014 bewohnen Karmelitinnen dieses Kloster. Die 1974/75 erbaute evangelisch-lutherische Messiaskirche wurde 2008 geschlossen und 2009 abgerissen.
Im Stadtteil sind mehrere Vereine aktiv, u. a. gibt es einen Schützenverein, die Freiwillige Feuerwehr, den Spielkreis Theater Matthiaskirche, die Sportvereine SV Inter 90 und MTV Groß-Buchholz und den Heimatverein Pinkenburger Kreis im Heimatbund Niedersachsen, der in der Pinkenburger Straße ein Bürgerhaus betreibt, wo um 1999 der Dorfbrunnen in Betrieb genommen wurde. Östlich des alten Dorfkerns von Groß-Buchholz erinnert eine Reihe von Straßennamen an Bildhauer, so die Siemerdingstraße an Arndt Siemerding und seinen Urenkel Adrian Siemerding, die Steneltstraße an Adam Stenelt, die Peter-Köster-Straße an Peter Köster, die Bleidornstraße an Jobst Bleidorn, die Uhlestraße an Hans Jacob Uhle, das Nottelmannufer an Hans Nottelmann den Älteren oder Hans Nottelmann den Jüngeren und die Hesemannstraße an Heinrich Hesemann.
Groß-Buchholz ist über den Messeschnellweg mit den Autobahnen 2, 7 und 37 verbunden. Der Stadtteil ist mit den Stadtbahnlinien 3, 7, 9 über die Podbielskistraße und mit der Linie 4 (Endpunkt Roderbruch) zu erreichen.

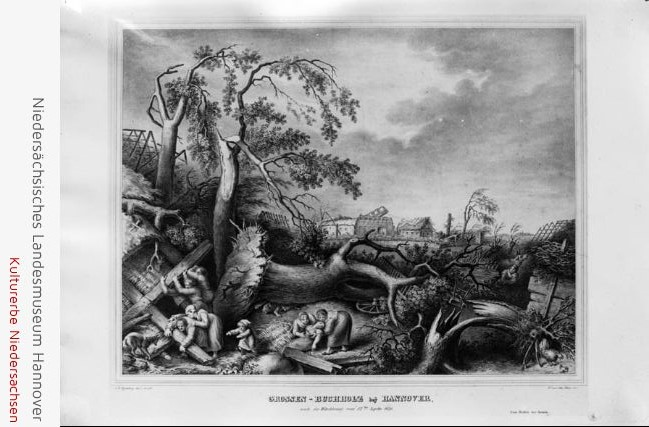
Darstellung von Groß-Buchholz nach einem Sturm am 17. September 1830; Lithografie von Julius Giere nach Johann Heinrich Ramberg
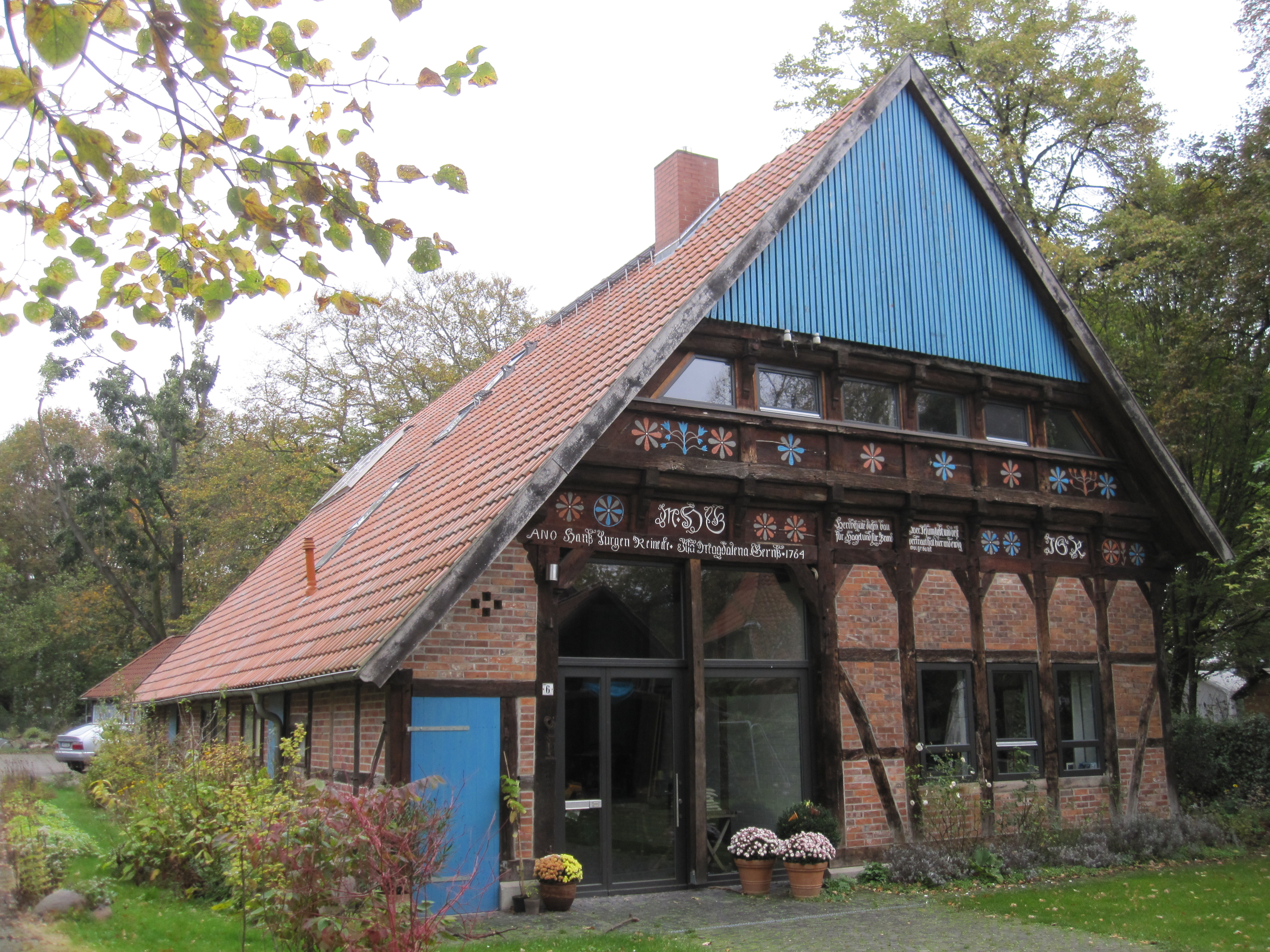
Hallenhaus des alten Dorfkerns beim Kapellenbrink
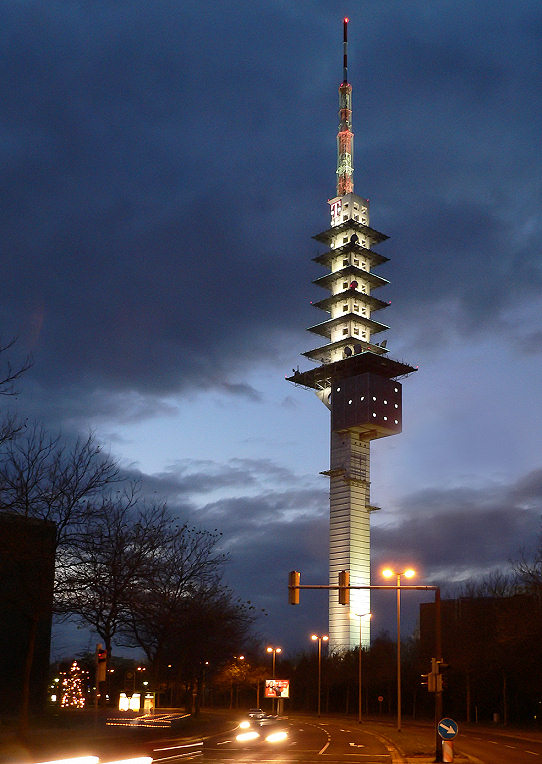
Telemax in Groß-Buchholz
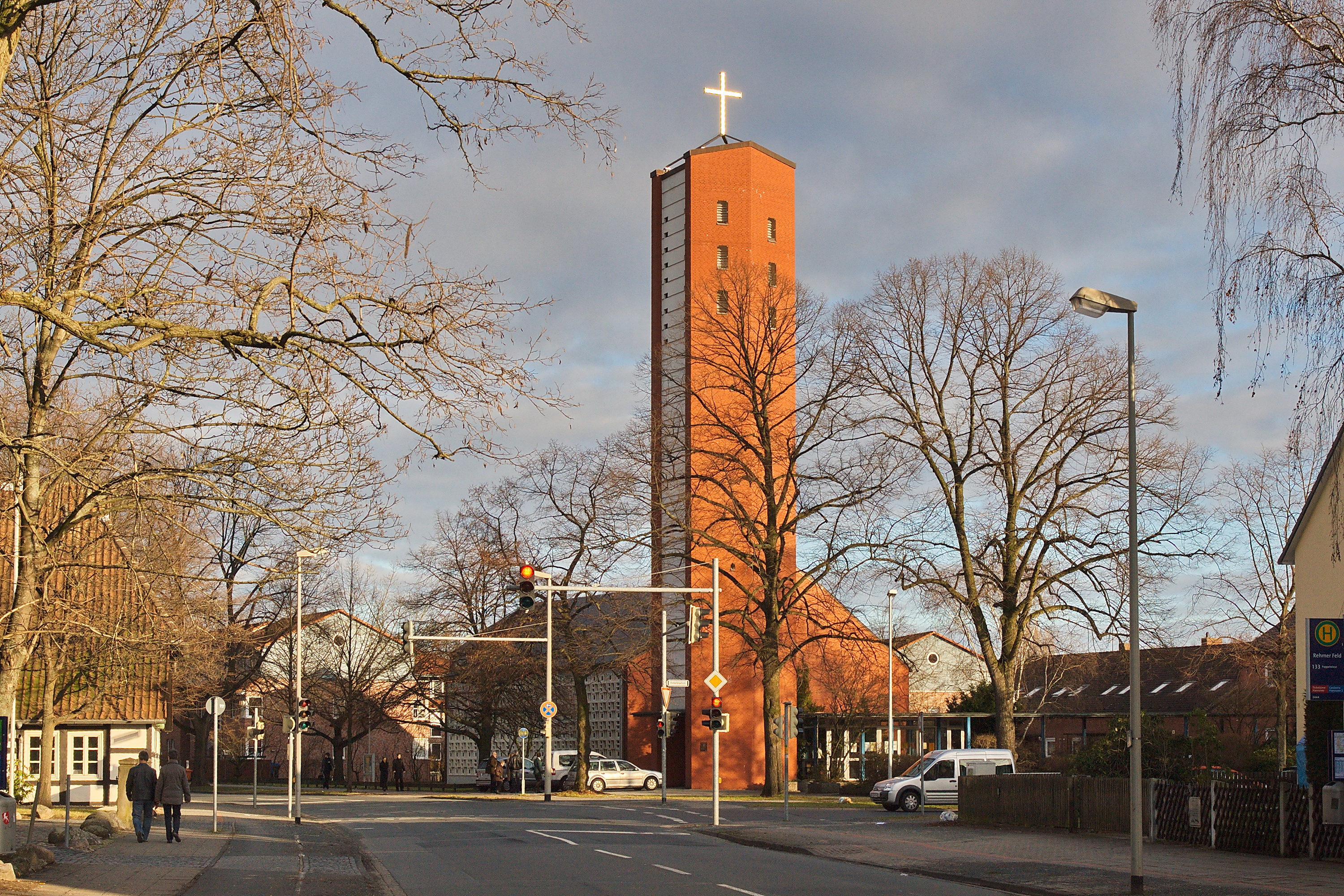
Matthiaskirche
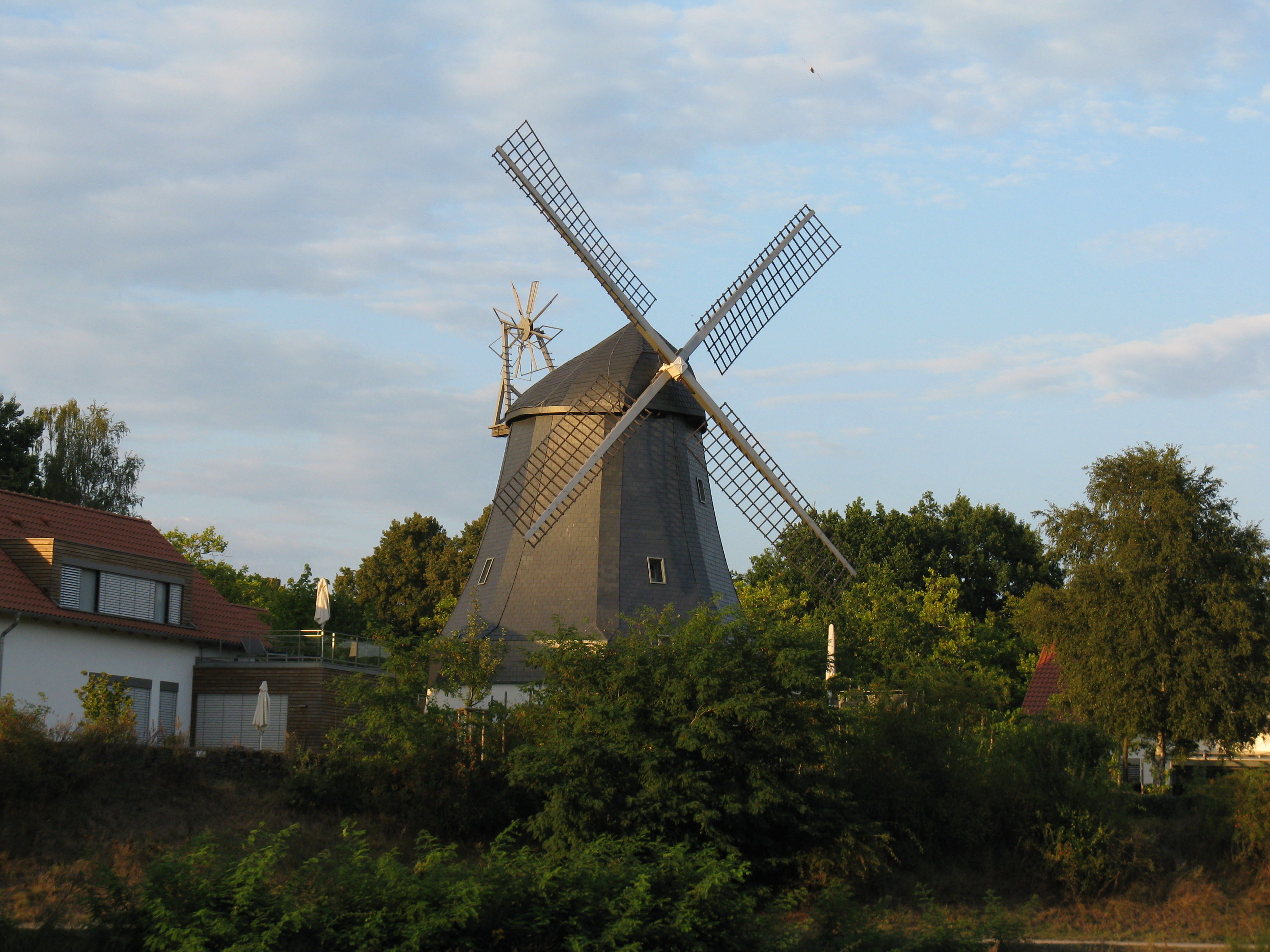
Buchholzer Windmühle von 1868 am Mittellandkanal
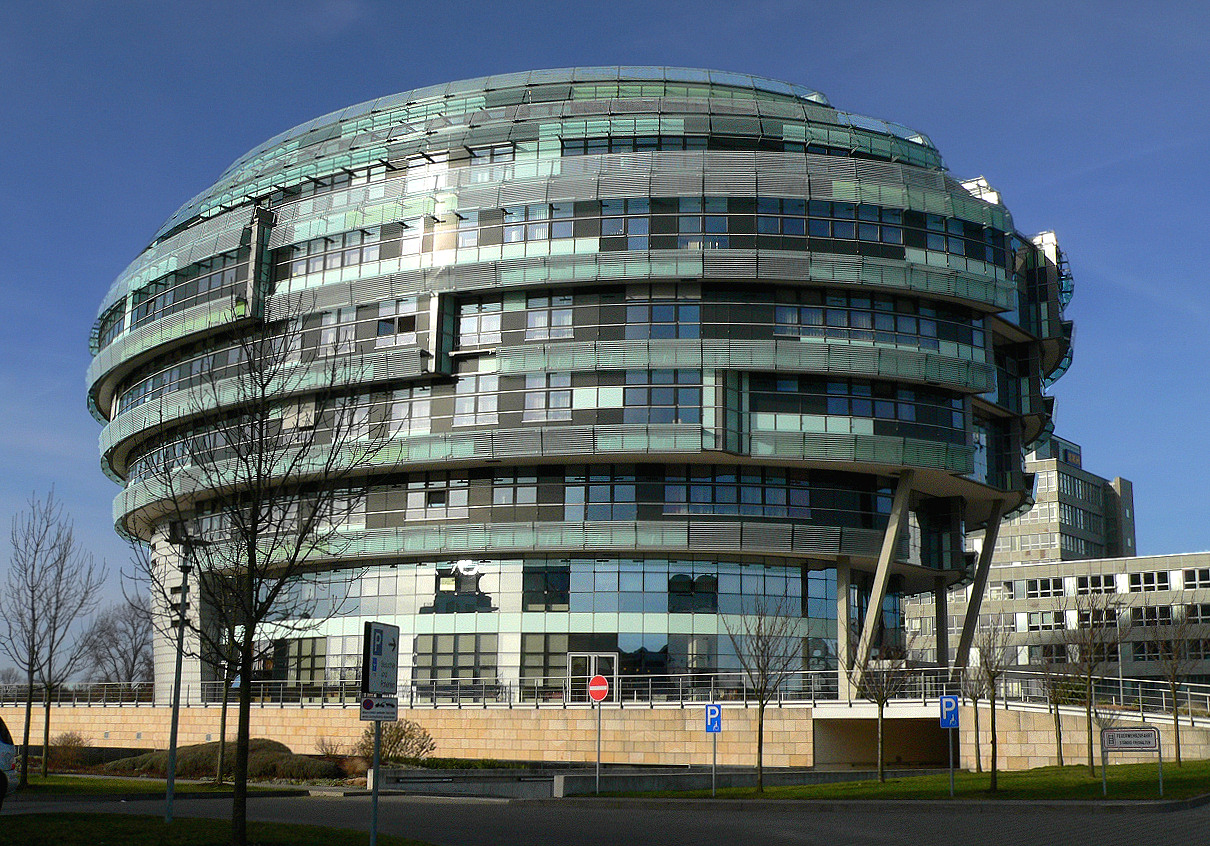
International Neuroscience Institute
Fraunhofer-Institut
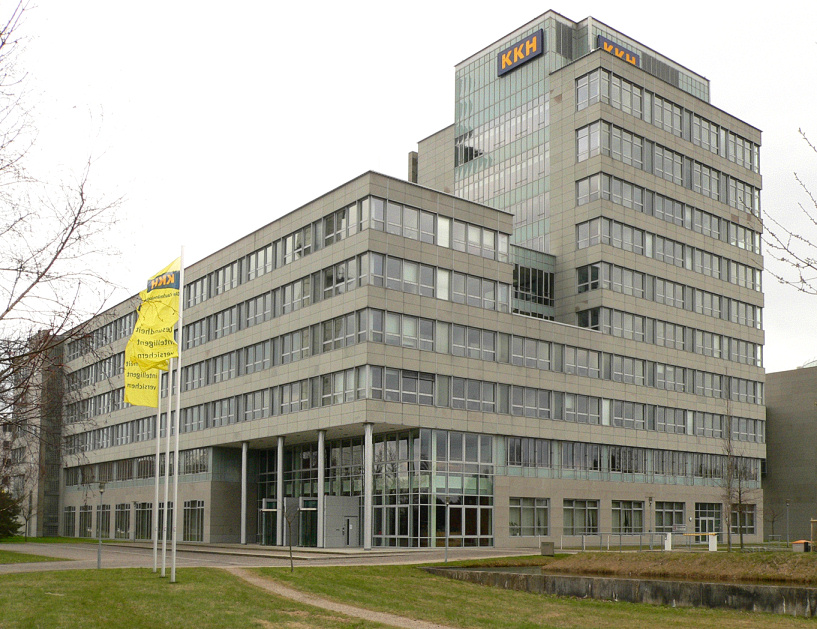
Hauptsitz der KKH
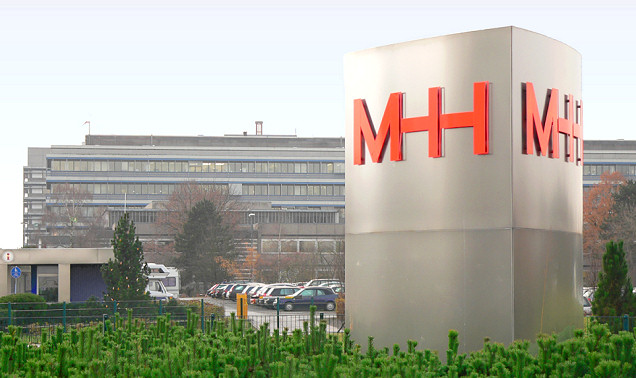
Medizinische Hochschule Hannover

Im Rahmen des Programms „Mehr Natur in der Stadt. Städte wagen Wildnis“ änderte die Stadt Hannover in dem Grünzug, der östlich des Messeschnellweges liegt und durch den Louis-Meyer-Weg mit seiner wassergebundenen Decke erschlossen wird, das Pflegekonzept. Die Flächen werden seltener gemäht und kleine Wildnisflächen sind zugelassen.
Im Ort steht seit 1951 ein Typenbau des MAN-Stahlhauses.

## Kleefeld
Kleefeld ist im Westen und Süden von der Eilenriede umgeben, im Osten liegt der 86 ha große Hermann-Löns-Park. Die nördliche Grenze bilden Mecklenburger Straße und Helstorfer Straße sowie ab der Karl-Wiechert-Allee die Bahnstrecke Hannover–Braunschweig. Im Osten bildet die Güterumgehungsbahn Hannover die Stadtteilgrenze. Die südliche Eilenriede bis zur Bemeroder Straße und der Hermann-Löns-Park gehören mit zum Stadtteil.
Die Wohnbebauung des Stadtteils gliedert sich in drei Bereiche:
- Südlich der Kirchröder Straße das mit dem Bau der Petrikirche ab 1899 entstandene Viertel mit teils herrschaftlichen Villen (z. B. Villa Effertz), wegen der Straßennamen als „Philosophenviertel“ bezeichnet;
- zwischen Kirchröder Straße und Eisenbahn die ab 1927 entstandene Gartenstadt Kleefeld, ein früher Versuch, die Stadtflucht des gehobenen Mittelstandes durch attraktive Wohnungsangebote zu stoppen;[8]
- nördlich der Bahnlinie Mietwohnungsbau mit einem erheblichen Anteil von Genossenschaftswohnungen.

Kleefeld besitzt zwei S-Bahn-Stationen: Hannover-Kleefeld und Hannover-Karl-Wiechert-Allee. Erstere wird durch die Linien S 3 und S 7, letztere zusätzlich durch die Linie S 6 bedient. Die Stadtbahnlinien 4 und 5 verkehren in der Kirchröder Straße und verzweigen am Nackenberg Richtung Roderbruch und Kirchrode. Es fahren Buslinien über die Berkhusenstraße Richtung Misburg-Nord und Spannhagengarten in der List.
Die Straßenanbindung zur Innenstadt erfolgt über Hans-Böckler-Allee und Marienstraße. Die Ausfahrt Pferdeturm des Messeschnellweges (Bundesstraße 3) ist nach dem gleichnamigen mittelalterlichen Wartturm der Hannoverschen Landwehr benannt.
Im Stadtteil haben das Annastift und das Stephansstift ihren Hauptsitz.
In Kleefeld befinden sich die Grundschule in Kleefelde, das Gymnasium Schillerschule, die Leinetalschulen mit Realschule und Gymnasium als Ganztagsschule, die berufsbildende Alice-Salomon-Schule und die Förderschule Maximilian-Kolbe-Schule.
Sakralbauten: Die evangelisch-lutherische Petrikirche im Westen des Stadtteils, die katholische St.-Antonius-Kirche an der Kirchröder Straße, eine Kirche im Stephansstift sowie Kapellen im Annastift, in der evangelischen Fachhochschule und auf dem Stadtfriedhof Nackenberg, außerdem ein Tempel der Sikh in der Berkhusenstraße. Die Neuapostolische Kirche an der Eckermannstraße wurde aufgegeben.
Kleefeld ist Bischofs- und Verwaltungssitz der bundesweit vertretenen Selbständigen Evangelisch-Lutherischen Kirche.
Weiter gibt es eine Stadtteilbücherei der Stadtbibliothek sowie diverse Sportanlagen, unter anderem vom TuS Kleefeld. Das Freibad Annabad wird vom Polizei-Sportverein Hannover betrieben. Das Eisstadion am Pferdeturm ist die Heimat der Hannover Indians.

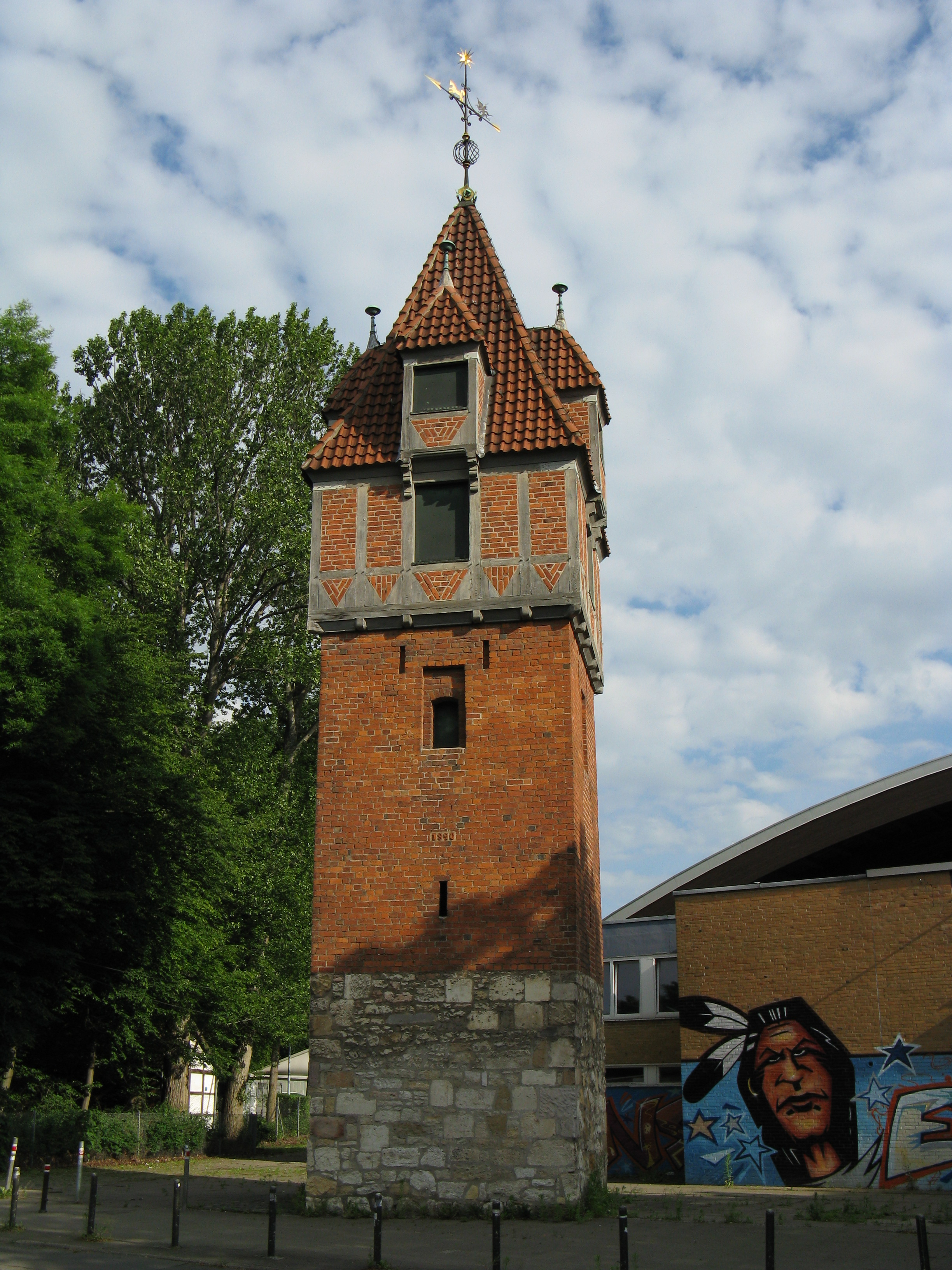
Mittelalterlicher Wartturm Pferdeturm in Kleefeld
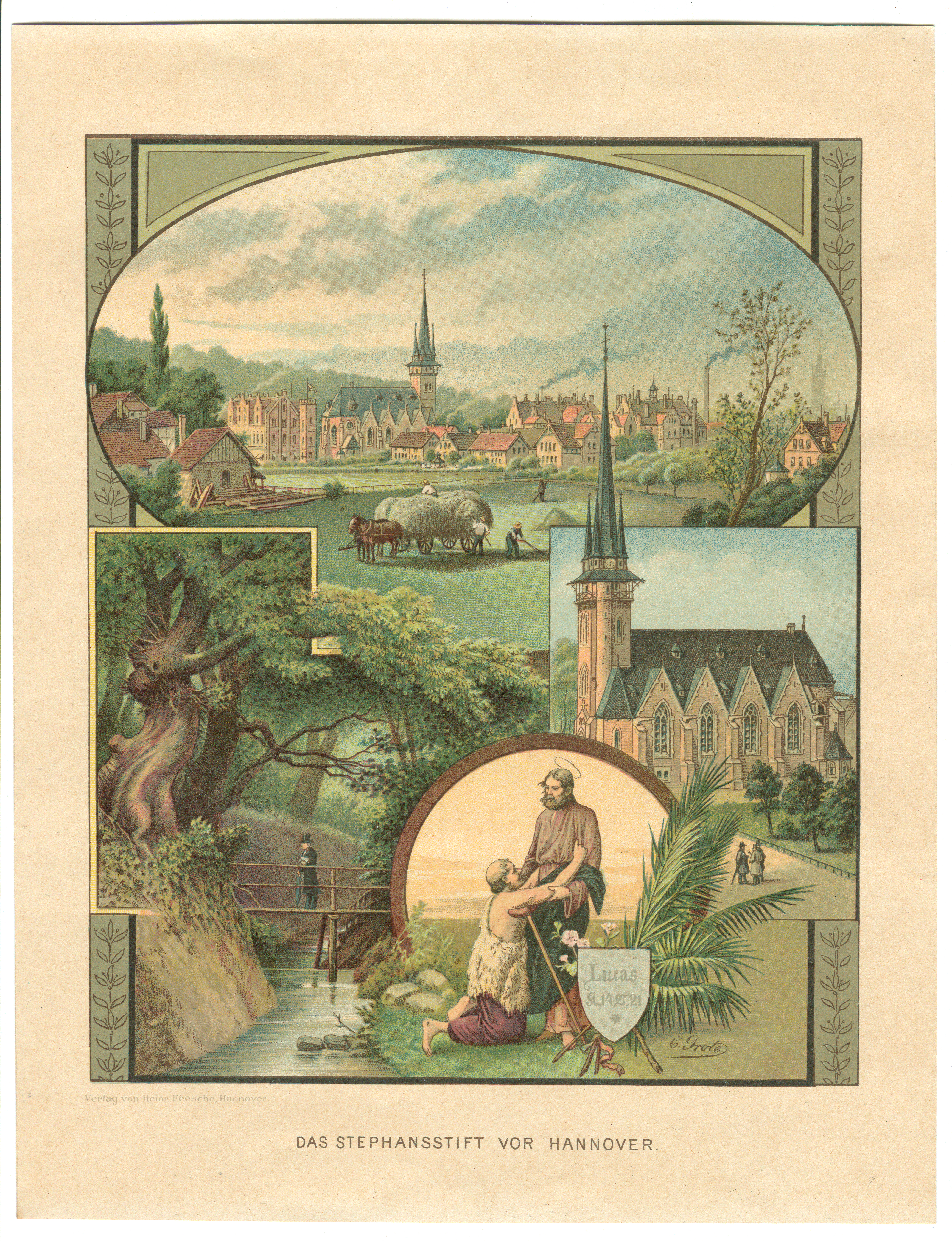
Das Stephansstift vor Hannover; Lithographie von Carl Grote um 1902
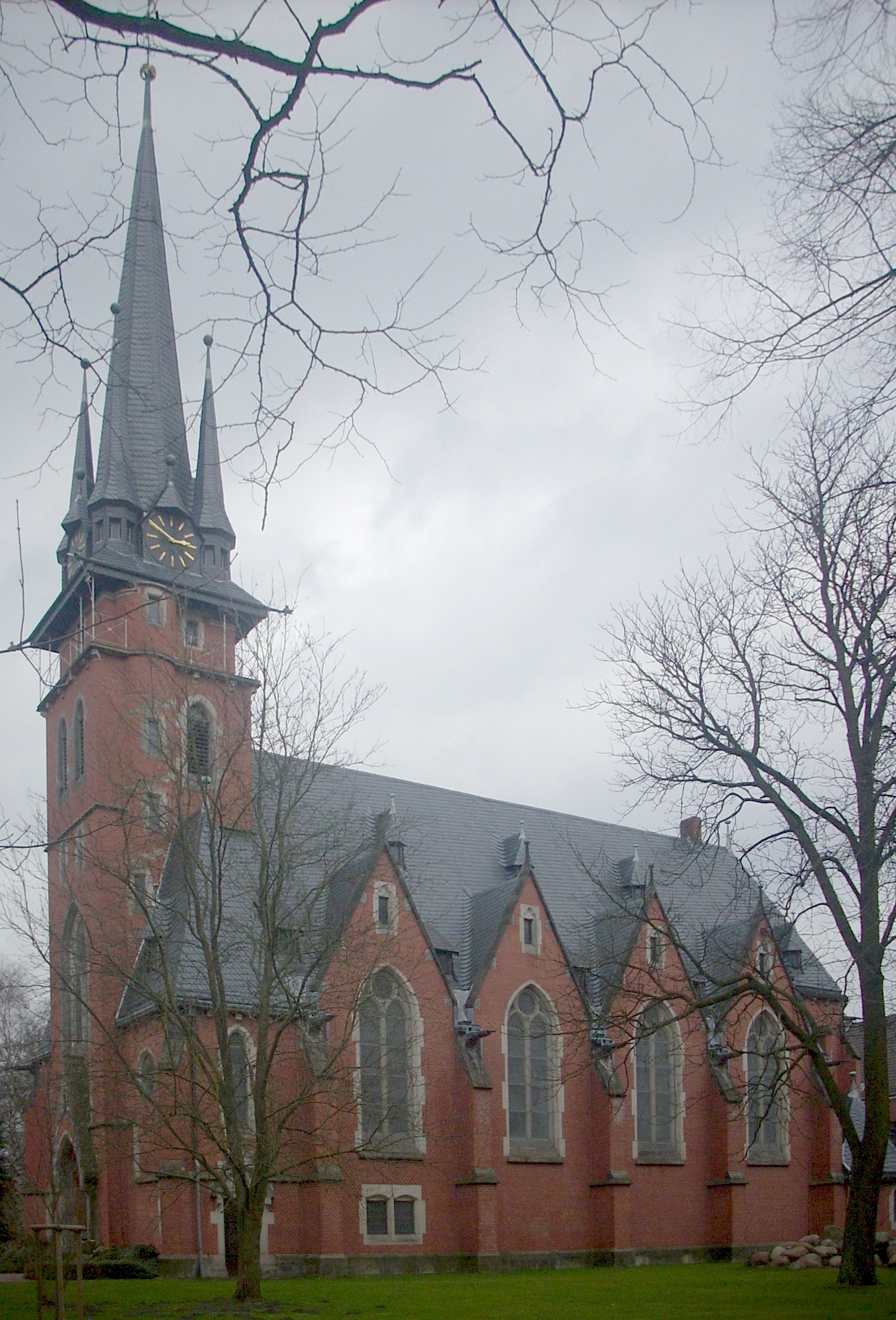
Kirche des Stephansstifts
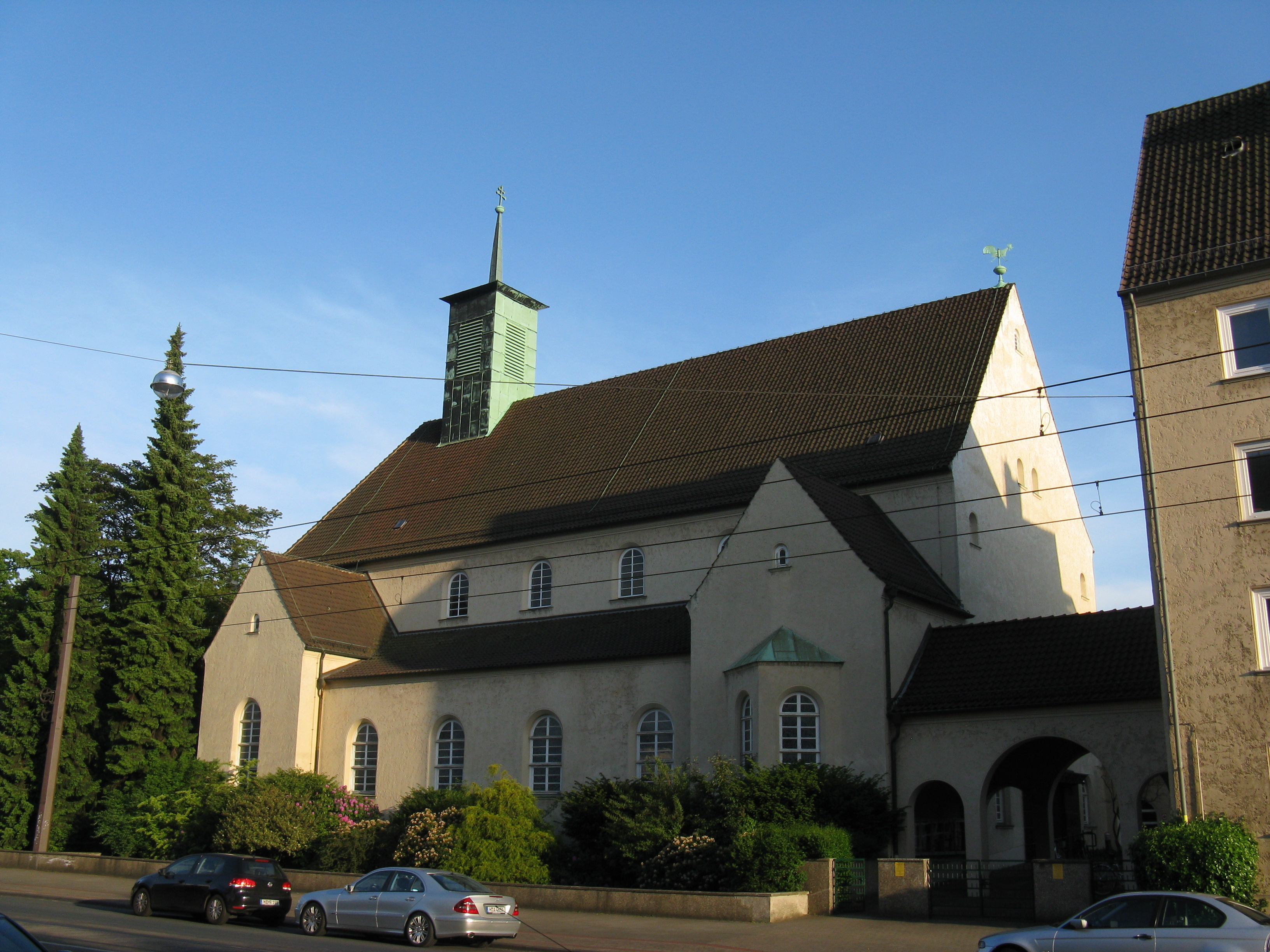
Kath. St.-Antonius-Kirche
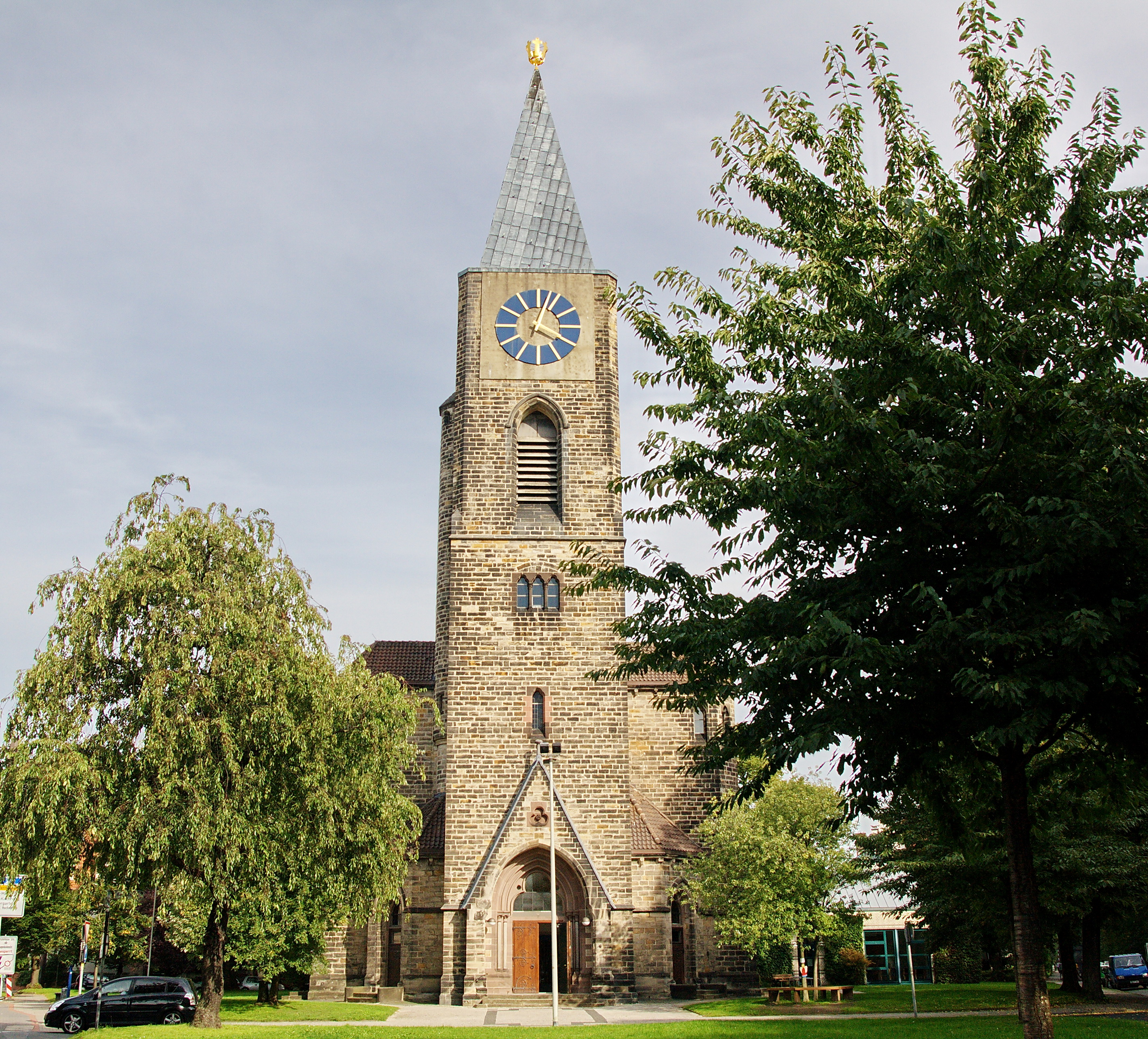
Petrikirche
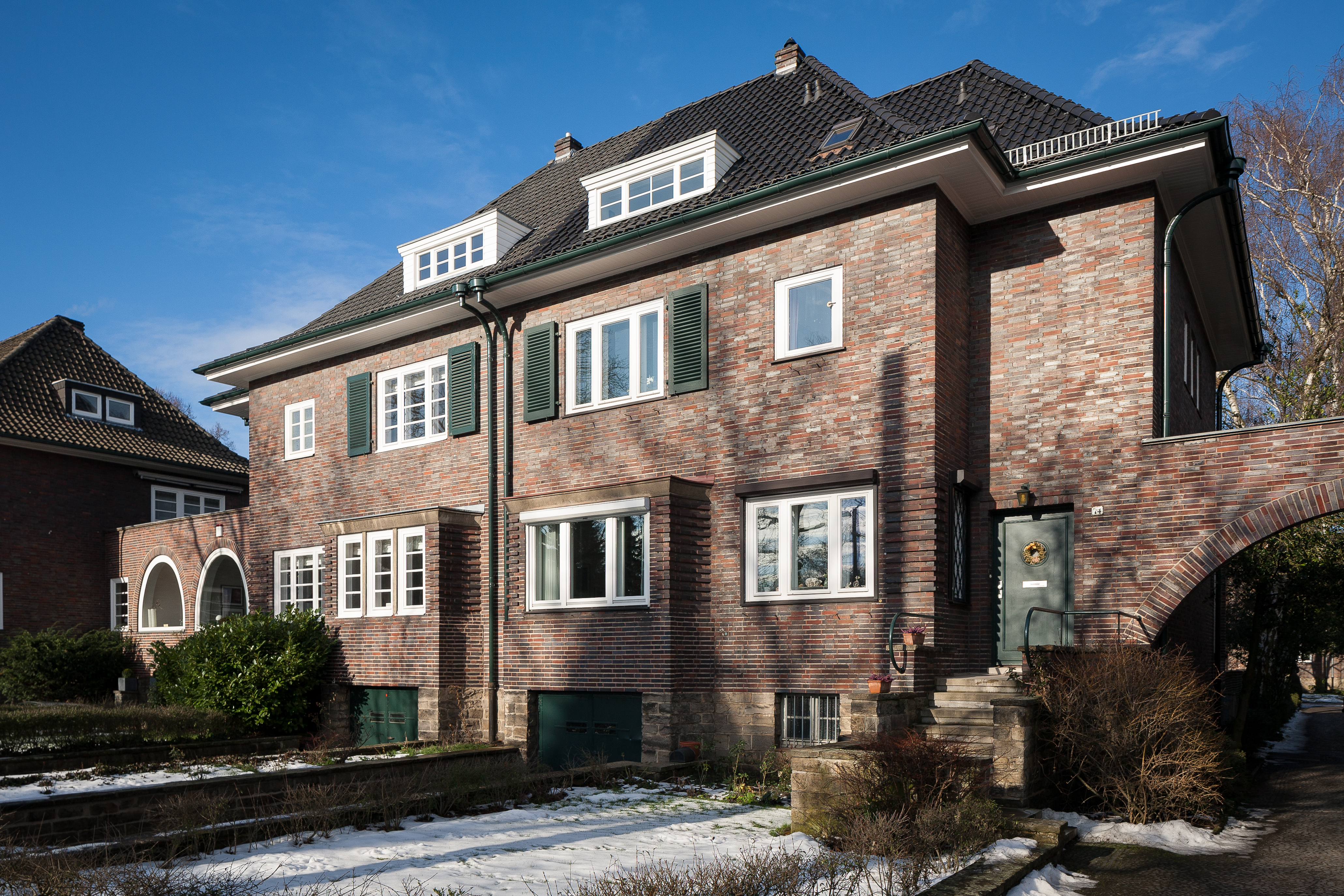
Wohnhaus in der Gartenstadt Kleefeld
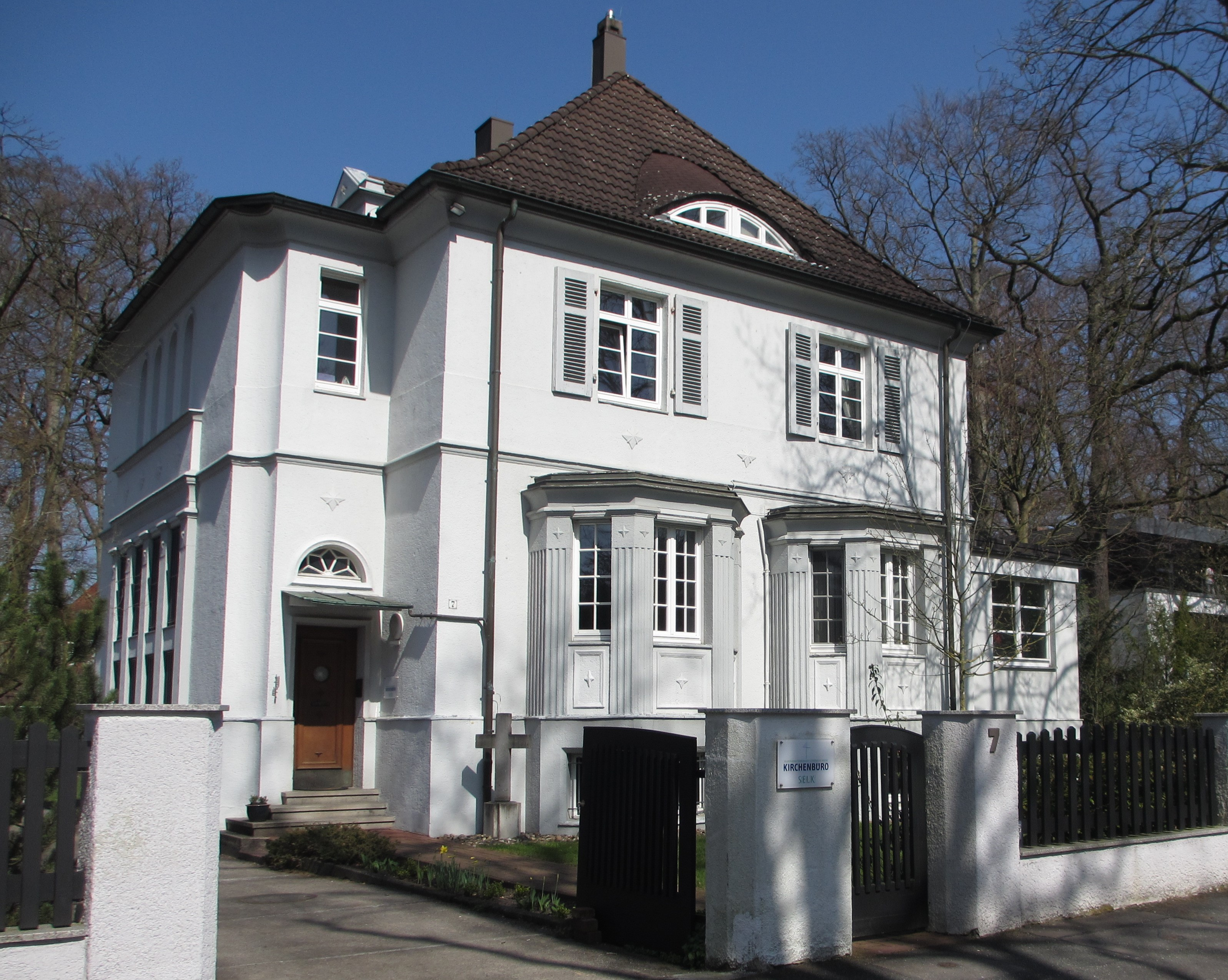
Kirchenbüro der Selbständigen Evangelisch-Lutherischen Kirche

## Heideviertel

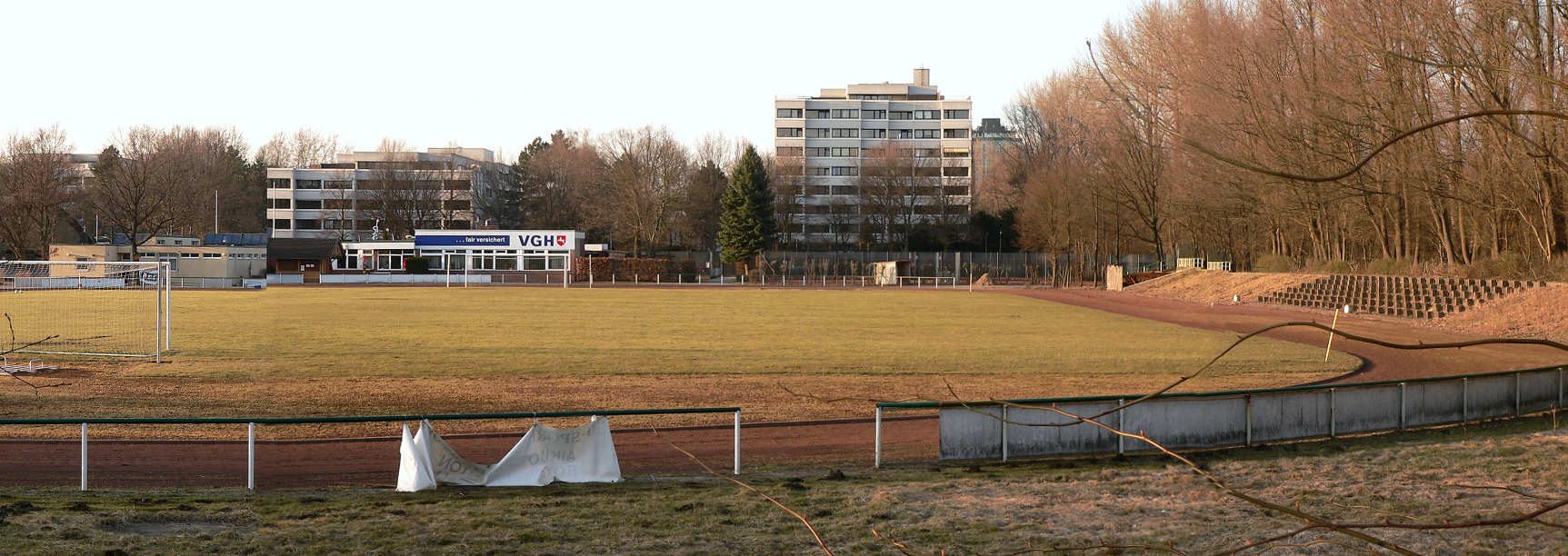
Sportplatz des Polizei-Sportvereins Hannover

Das Heideviertel liegt im Osten des Stadtbezirks. Begrenzt wird es von der Karl-Wiechert-Allee, der Baumschulenallee und im Süden von der Bahnstrecke nach Lehrte. Es trug früher den Namen Osterfeld, woran der Straßenname Osterfelddamm heute noch erinnert. Der Stadtteil ist geprägt durch Einfamilienhausbebauung. Im Norden am Heidering gibt es eine Hochhaussiedlung und ein kleines Einkaufszentrum. Der Name der Siedlung entstand, da die Straßen überwiegend Namen von Städten in der Lüneburger Heide und umliegender Gebiete tragen.
Im Westen an der Grenze zu Kleefeld befinden sich die S-Bahn-Station Karl-Wiechert-Allee sowie die Umsteigestation Misburger Straße der Stadtbahnlinie 4.
Im Heideviertel befindet sich die städtische Grundschule Lüneburger Damm. Seit 1967 liegt das Klubheim des Polizei-Sportvereins Hannover an der Straße „An der Breiten Wiese“.
Die früher selbstständige evangelisch-lutherische Nikodemusgemeinde mit der Nikodemuskirche und einem kirchlichen Kindergarten am Lüneburger Damm ist mittlerweile mit der Petri-Gemeinde in Kleefeld vereinigt.

## Bezirksrat
Der Stadtbezirksrat Buchholz-Kleefeld besteht aus 21 Mitgliedern und tagt etwa neun- bis zehnmal im Jahr öffentlich in verschiedenen Gebäuden seines Stadtbezirks, wegen der COVID-19-Pandemie auch im Ratssaal des Neuen Rathauses und in anderen Örtlichkeiten. Die Sitzverteilung, die Mitglieder des Stadtbezirksrates und ihre Erreichbarkeit sind auf der Webseite Hannover.de dargestellt.
Die Stadt Hannover hat in ihrer Hauptsatzung von der Möglichkeit des Niedersächsischen Kommunalverfassungsgesetzes Gebrauch gemacht, dass die Mitglieder des Rates, deren Wahlbereich ganz oder teilweise im jeweiligen Stadtbezirk liegt oder die dort wohnen, dem Stadtbezirksrat mit beratender Stimme angehören.
In seiner konstituierenden Sitzung im November 2021 wählte der Bezirksrat zu Beginn seiner fünfjährigen Wahlperiode die 52-jährige Juristin Belgin Zaman (SPD) zur Bezirksbürgermeisterin und Horst Ahrens (Grüne) zu ihrem Stellvertreter. Mit Belgin Zaman wurde erstmals eine Person zur Bezirksbürgermeisterin gewählt, die nur als beigeordnetes Ratsmitglied, nicht aber als für das Gremium gewählte Person dem Bezirksrat angehört. Die SPD und die Grünen hatten für die Wahlperiode eine Koalitionsvereinbarung geschlossen, in der sie sich als Ziele insbesondere die Anbindung des Neubaus der Medizinischen Hochschule Hannover an den öffentlichen Nahverkehr, den Bau einer neuen Grundschule sowie die Lösung der Raumfragen in Kulturtreff und Jugendzentrum im Roderbruch und die Einrichtung eines Bauernmarktes in Groß-Buchholz setzen.
Wahl 2021
Bei der Kommunalwahl vom 12. September 2021 blieb die SPD zwar stärkste Partei, erhielt aber mit 6 Sitzen die gleiche Zahl wie die CDU. Bündnis 90/Die Grünen bekam 5 Sitze. FDP, Die Linke, Die PARTEI und Die Hannoveraner erreichten je einen Sitz. Das Mitglied der PARTEI wird nach seinem Austritt mittlerweile als parteiloses Mitglied geführt. Von den 21 gewählten Mitgliedern des Bezirksrates sind durch diverse Veränderungen seit der Wahl nur noch 6 Frauen (SPD, CDU und Grüne je zwei).
- Linke: 1
- PARTEI: 1
- SPD: 6
- Grüne: 5
- FDP: 1
- CDU: 6
- Die Hannoveraner: 1

Wahl 2016
Bei der Kommunalwahl vom 11. September 2016 wurde die SPD mit 35,9 % (8 Sitze) stärkste Partei. Die Grünen wurden mit 11,9 % (2 Sitze) nach der CDU 30,5 % (6 Sitze) drittstärkste Partei. Ebenfalls im Bezirksrat vertreten ist die FDP mit 7,41 % (2 Sitze), die LINKE 7,37 % (1 Sitz), die PIRATEN und jeweils 1 Vertreter aus PIRATEN und PARTEI.
- Linke: 1
- PARTEI: 1
- SPD: 8
- Grüne: 2
- Piraten: 1
- FDP: 2
- CDU: 6

## Bevölkerungsentwicklung

Einwohnerentwicklung im Stadtbezirk

| Entwicklung der Bevölkerungszahl seit 2011 | Entwicklung der Bevölkerungszahl seit 2011 | Entwicklung der Bevölkerungszahl seit 2011 | Entwicklung der Bevölkerungszahl seit 2011 | Entwicklung der Bevölkerungszahl seit 2011 |
| ------------------------------------------ | ------------------------------------------ | ------------------------------------------ | ------------------------------------------ | ------------------------------------------ |
| Jahr                                       | Groß-Buchholz                              | Heideviertel                               | Kleefeld                                   | Gesamt                                     |
| 2012                                       | 26.673                                     | 4.973                                      | 12.318                                     | 43.964                                     |
| 2013                                       | 26.667                                     | 5.053                                      | 12.395                                     | 44.115                                     |
| 2014                                       | 26.877                                     | 5.090                                      | 12.480                                     | 44.447                                     |
| 2015                                       | 27.570                                     | 5.018                                      | 12.612                                     | 45.200                                     |
| 2016                                       | 27.278                                     | 5.039                                      | 12.765                                     | 45.082                                     |
| 2017                                       | 27.535                                     | 5.036                                      | 12.670                                     | 45.241                                     |
| 2018                                       | 27.994                                     | 4.994                                      | 12.661                                     | 45.649                                     |
| 2019                                       | 28.035                                     | 4.946                                      | 12.463                                     | 45.444                                     |
| 2020                                       | 28.186                                     | 4.931                                      | 12.433                                     | 45.550                                     |
| 2021                                       | 28.628                                     | 4.944                                      | 12.718                                     | 46.290                                     |
| 2022                                       | 29.354                                     | 5.128                                      | 13.020                                     | 47.502                                     |
| 2023                                       | 29.786                                     | 5.261                                      | 13.281                                     | 48.268                                     |

## Persönlichkeiten
- Radaslau Astrouski (1887–1976), residierte in einem Auswandererlager in Hannover-Buchholz
- Ferdinand Möller (1878–1955), Architekt, kaufte 1920 ein historisches bäuerliches Anwesen im Kapellenbrink
- Erich Aehnelt (1917–1974), Veterinärmediziner und Hochschullehrer. lebte in Hannover-Kleefeld
- Ernst Gottfried Mahrenholz (1929–2021), Jurist, Kultusminister, Verfassungsrichter, lebte bis zu seinem Tode jahrzehntelang im Heideviertel.[19]